# Brinkhalls gård
Brinkhalls gård (finska: Brinkhallin kartano) är en herrgård på ön Kakskerta i Åbo. Dess historia går tillbaka till 1500-talet. På 1700-talet ändrades gårdens namn från Brinkala till Brinkhall.

## Brinkalaätten
Borgaren i Åbo Måns Olsson och hustru Kerstin Knutsdotter hade tillsammans köpt en förnäm gård vid Stortorget i Åbo närmast söder om stadens rådhus. Med sin andra man, rådmannen i Åbo Lars Nilsson Finne, ägde Kerstin Knutsdotter senast 1540 Brinkala torp på Kakskerta ö. Därav fick stadsgården sitt ännu idag använda namn Brinkalagården. År 1544 överlät änkan stadsgården till sin styvdotter Kerstin Larsdotter, som efter sin makes, tull- och slottsskrivaren Erik Olofssons död något senare sålde den. Sonen till Erik Olofsson och Kerstin Larsdotter, Hans Eriksson, ärvde 1566 Brinkala på Kakskerta efter sin mor.
Finske Hans Eriksson, som han kallades, förde befäl på krigsskepp 1565-1567 och var år 1570 amiral på Narvabukten. Han adlades 1576 och fick evärdeligt frälse på sin sätesgård Brinkala. Därefter var han i slottsloven eller högsta befäl på Viborg, Reval, Wittensten, Ivangorod, Narva och Kexholm. Han var slottsfogde från 1591 och ståthållare från 1593 till 1597 på Åbo slott. Efter slottets kapitulation i september 1597 inför hertig Karls belägringstrupper fängslades han men frigavs 1602 och återfick sina egendomar. Med sin hustru Kristina Eriksdotter (Stålarm) fick han två söner, Svante och Krister, som båda var ryttmästare. Den förre ledde 1605 en kortvarig fana, den senare ledde finska adelsfanan 1612-1615. Hans Eriksson avled 1608, hans hustru 1611, sonen Svante 1609 och sonen Krister 1615. Släktens medlemmmar fick sin grav i Johannes Döparens kor i Åbo domkyrka som under en tid kallades Brinkalakoret.

## Ätten Cruus
Gården som var bebyggd med ett stenhus gick i arv till Kristers änka Brita Mattsdotter Krus och efter hennes död 1618 till brodern, riksskattmästaren Jesper Mattsson Krus. Brinkala kom sedan under en lång tid att ärvas inom samma släkt men var inte nödvändigtvis alltid ett säteri utan tidvis endast en avelsgård. Jesper Mattssons änka Brita De la Gardie hade gården till kort efter 1639 då hon överlät den till sin son, krigskommissarien Johan Kruus. Efter hans död 1644 ägdes gården av änkan, grevinnan Catharina Oxenstierna af Södermöre till 1670. Därefter innehades gården först av deras dotter, friherrinnan Brita Cruus af Gudhem, sedan från 1680 till 1716 av hennes yngre syster, friherrinnan Anna Maria Cruus af Gudhem. Under hennes tid drabbades gården av reduktionen 1683 och förvandlades till ett militieboställe. Inom några år ändrades läget då gården i stället gjordes till säterirusthåll under den tidigare ägaren. På gården fanns då ett stenhus med en sal och två kammare, under dessa fanns två stenbodar samt en välvd och en förfallen stenkällare. Huset torde ha uppförts redan av Hans Eriksson. Efter Anna Maria Cruus ägdes gården av hennes dotter grevinnan Sidonia Juliana Lewenhaupt som var gift med sin kusin, översten friherre Gustaf Cruus af Gudhem. Efter hennes död gick gården vidare till hennes brorsdotters son, landshövdingen friherre Carl Axel Hugo Hamilton af Hageby. År 1762 nämns första gången brukspatronen på Svartå Henrik Johan Kreij som ägare till gården. Redan fem år senare gick gården vidare till hans dotter Helena Margareta Kreij och hennes man, hovrättsrådet Joachim von Glan. De skatteköpte gården år 1780. Efter hustruns död sålde von Glan gården 1792 till medicine professorn vid Akademien i Åbo Gabriel Bonsdorff.

## Gabriel Bonsdorff och därefter
Gabriel Bonsdorff började omedelbart skapa om gårdsanläggningen som dittills hade omfattat det gamla stenhuset med en oregelbundet anlagd trädgård på norra sidan. Redan 1780 hade området reglerats så att stenhusets linje var grund för en parallell mittlinje från norr mot söder och sjön. Högst upp låg en tvärställd ladugård, framför den ett flankerande stall och bod, vidare mot sjön låg på var sida stenhuset och en drängstuga och längst ned mot sjön en symmetriskt anlagd trädgård. Bonsdorff rev stallet och boden och lät bygga på samma plats en mot mittlinjen tvärställd huvudbyggnad. Byggnadens plan bygger på Carl Wijnbladhs modellritningar. Den är därför en rokokobyggnad men detaljerna och utsmyckningen har drag av nyklassicism och är därmed en tidig representant för nyklassicistisk arkitektur i Finland. Han ersatte också det gamla stenhuset och drängstugan med två lika stora flyglar. Stenhusets grund torde finnas kvar i den västra eller kavaljersflygeln. Ladugården uppfördes på nytt på sin gamla plats. Den äldre trädgården gjordes till en engelsk trädgård medan den nyare trädgården fick behålla sin franska, regelbundna utformning. Efter Bonsdorffs död 1831 ägdes gården av änkan Anna Adolfina Busch tills hon överlät gården 1844 till sin dotter Fredrika Wilhelmina, som var gift med brukspatronen på Kustö och Näse järnbruk Carl Johan Sallmén. Gården såldes vidare 1873 till generalmajor Bengt Joakim Krook och hans maka som vardera avled 1886. Följande år köptes gården av stadsfiskalen K.G. Nyman som redan 1889 sålde gården vidare till referendariesekreteraren Waldemar Spoof. Gården förbättrades av honom med tre näraliggande hemman. Hans änka sålde gården 1902 till polismästaren i Åbo friherre Max (Feodor Maximilian) Aminoff, som 1915 sålde gården till bergsrådet Emil Sarlin. Denne lät år  1926 gården gå vidare till nya ägare.  Huvudbyggnaden renoverades 1927 enligt ritningar av Gunnar Wahlroos. 
Herrgården såldes till Åbo stad 1968 och övertogs av Stiftelsen för kulturarvet i Finland 2001.

## Övrigt
Under åren 1998-2002 inspelades Yleisradios historiska dramaserie Hovimäki och år 2008 Aku Louhimies film Varghyndan på gården.